# たからもののうた
たからもののうたは、ナナ・イロのデビューシングル。

## 収録曲
1. たからもののうた
  - 作詞：みちこ／作曲：ナナ・イロ／編曲：Tomi Yo
2. 空色コモリウタ
  - 作詞：みちこ／作曲：ナナ・イロ／編曲：Tomi Yo
3. たからもののうた (Instrumental)

## タイアップ
1. たからもののうた
『めざましどようび』（フジテレビ）テーマソング（2006年10月 - 2006年12月）